# Lemnalia cervicornis
Lemnalia cervicornis is een zachte koraalsoort uit de familie Nephtheidae. De koraalsoort komt uit het geslacht Lemnalia. Lemnalia cervicornis werd in 1898 voor het eerst wetenschappelijk beschreven door May. 